# Holme Hale
Holme Hale – wieś w Anglii, w hrabstwie Norfolk, w dystrykcie Breckland. Leży 35 km na zachód od Norwich i 140 km na północny wschód od Londynu.
W 2001 miejscowość liczyła 444 mieszkańców.